# Pergase
Pergase (in greco antico: Περγασή?, Pergasḗ) era il nome di due demi dell'Attica (Pergase superiore, in greco antico: Περγασὴ ὑπένερθεν?, e Pergase inferiore, in greco antico: Περγασὴ καθύπερθεν?) situati (secondo la ricostruzione basata sulla citazione ne I cavalieri di Aristofane) sulla strada da Atene ad Afidna, all'interno dell'odierno comune di Kifisià presso Chelidonou.